# Listă de filme de aventură din anii 1930
Aceasta este o listă de filme de aventură din anii 1930:
| 1930                               |                                              |                                                                                                  |                                                                                    |                                      |
| The Big Trail                      | Raoul Walsh                                  | John Wayne, Marguerite Churchill, Tyrone Power, Sr., El Brendel                                  | Statele Unite ale Americii                                                         | epic, wagon train                    |
| Morocco                            | Josef von Sternberg                          | Gary Cooper, Marlene Dietrich, Adolphe Menjou                                                    | Statele Unite ale Americii                                                         | Desert adventure                     |
| Storm Over Mont Blanc              | Arnold Fanck                                 | Leni Riefenstahl, Sepp Rist                                                                      | Germania                                                                           | mountaineering adventure             |
| 1931                               |                                              |                                                                                                  |                                                                                    |                                      |
| East Of Borneo                     | George Melford                               | Rose Hobart, Charles Bickford, Georges Renavent, Lupita Tovar                                    | Statele Unite ale Americii                                                         | jungle adventure                     |
| 1932                               |                                              |                                                                                                  |                                                                                    |                                      |
| Tarzan the Ape Man                 | W.S. Van Dyke                                | Johnny Weissmuller, Maureen O'Sullivan                                                           | Statele Unite ale Americii                                                         | jungle adventure                     |
| The Mask of Fu Manchu              | Charles J. Brabin, Charles Vidor, King Vidor | Boris Karloff, Lewis Stone, Karen Morley, Charles Starrett                                       | Statele Unite ale Americii                                                         |                                      |
| Chandu the Magician                | William Cameron Menzies, Marcel Varnel       | Edmund Lowe, Bela Lugosi, Irene Ware, Henry B. Walthall                                          | Statele Unite ale Americii                                                         | secret agent                         |
| The Most Dangerous Game            | Irving Pichel, Ernest B. Schoedsack          | Joel McCrea, Fay Wray, Leslie Banks, Robert Armstrong, Noble Johnson                             | Statele Unite ale Americii                                                         | desert island, jungle                |
| 1933                               |                                              |                                                                                                  |                                                                                    |                                      |
| Don Quixote                        | G.W. Pabst                                   | Feodor Chaliapin, Sr., George Robey, Oscar Asche, Emily Fitzroy                                  | Franța · Regatul Unit al Marii Britanii și al Irlandei de Nord                     | Romantic adventure, adventure drama  |
| King Kong                          | Merian C. Cooper, Ernest B. Schoedsack       | Fay Wray, Robert Armstrong, Bruce Cabot, Frank Reicher                                           | Statele Unite ale Americii                                                         | jungle adventure                     |
| The Son of Kong                    | Ernest B. Schoedsack                         | Robert Armstrong, Helen Mack, Frank Reicher, John Marston                                        | Statele Unite ale Americii                                                         | jungle adventure                     |
| S.O.S. Eisberg                     | Arnold Fanck                                 | Leni Riefenstahl, Gustav Diessl, Sepp Rist                                                       | Germania                                                                           | mountaineering adventure             |
| Tarzan the Fearless                | Robert F. Hill                               | Larry "Buster" Crabbe, Jacqueline Wells, E. Alyn Warren                                          | Statele Unite ale Americii                                                         | Film serial, jungle adventure        |
| 1934                               |                                              |                                                                                                  |                                                                                    |                                      |
| The Scarlet Pimpernel              | Harold Young                                 | Leslie Howard, Merle Oberon, Raymond Massey, Nigel Bruce                                         | Regatul Unit al Marii Britanii și al Irlandei de Nord                              |                                      |
| Four Frightened People             | Cecil B. DeMille                             | Herbert Marshall, claudette Colbert, Mary Boland, William Gargan                                 | Statele Unite ale Americii                                                         | jungle adventure, desert island      |
| The Lost Patrol                    | John Ford                                    | Victor McLaglen, Boris Karloff, Wallace Ford, Reginald Denny                                     | Statele Unite ale Americii                                                         | desert                               |
| Tarzan and His Mate                | Cedric Gibbons, Jack Conway                  | Johnny Weissmuller, Maureen O'Sullivan                                                           | Statele Unite ale Americii                                                         | jungle adventure                     |
| Treasure Island                    | Victor Fleming                               | Wallace Beery, Jackie Cooper, Lionel Barrymore, Lewis Stone, Nigel Bruce                         | Statele Unite ale Americii                                                         |                                      |
| 1935                               |                                              |                                                                                                  |                                                                                    |                                      |
| Captain Blood                      | Michael Curtiz                               | Errol Flynn, Olivia de Havilland, Basil Rathbone, Lionel Atwill                                  | Statele Unite ale Americii                                                         |                                      |
| China Seas                         | Tay Garnett                                  | Clark Gable, Jean Harlow, Wallace Beery, Rosalind Russell                                        | Statele Unite ale Americii                                                         | Sea adventure, Romantic adventure    |
| The Lives of a Bengal Lancer       | Henry Hathaway                               | Gary Cooper, Franchot Tone, Richard Cromwell                                                     | Statele Unite ale Americii                                                         | Romantic adventure                   |
| Mutiny on the Bounty               | Frank Lloyd                                  | Clark Gable, Charles Laughton, Franchot Tone                                                     | Statele Unite ale Americii                                                         | Sea adventure, Adventure drama       |
| She                                | Lansing C. Holden, Irving Pichel             | Randolph Scott, Helen Gahagan, Helen Mack, Nigel Bruce                                           | Statele Unite ale Americii                                                         |                                      |
| Savage Fury                        | Lew Landers                                  | Noah Beery, Jr., Walter Miller, Dorothy Short                                                    | Statele Unite ale Americii                                                         | jungle adventure                     |
| 1936                               |                                              |                                                                                                  |                                                                                    |                                      |
| The Adventures of Frank Merriwell  | Cliff Smith                                  | Donald Briggs                                                                                    | Statele Unite ale Americii                                                         | serial                               |
| Darkest Africa                     | B. Reeves Eason, Joseph Kane                 | Clyde Beatty, Manuel King, Elaine Shepard                                                        | Statele Unite ale Americii                                                         | Film serial                          |
| Flash Gordon                       | Ford Beebe, Robert F. Hill                   | Buster Crabbe, Jean Rogers, Charles Middleton, Frank Shannon                                     | Statele Unite ale Americii                                                         | Space age, Romantic adventure        |
| Robinson Crusoe of Clipper Island  | Ray Taylor, Mack Wright                      | Mala, Rex, the Wonder Horse, Buck, the Dog                                                       | Statele Unite ale Americii                                                         | Film serial, US spies in Polynesia   |
| Tarzan Escapes                     | Richard Thorpe                               | Johnny Weissmuller, Maureen O'Sullivan                                                           | Statele Unite ale Americii                                                         | jungle adventure                     |
| The Last of the Mohicans           | George B. Seitz                              | Randolph Scott, Binnie Barnes                                                                    | Statele Unite ale Americii                                                         |                                      |
| Undersea Kingdom                   | B. Reeves Eason, Joseph Kane                 | Ray Corrigan, Lois Wilde, Monte Blue                                                             | Statele Unite ale Americii                                                         | serial                               |
| 1937                               |                                              |                                                                                                  |                                                                                    |                                      |
| Captains Courageous                | Victor Fleming                               | Spencer Tracy, Freddie Bartholomew, Lionel Barrymore                                             | Statele Unite ale Americii                                                         | Adventure drama, Sea adventure       |
| Elephant Boy                       | Robert J. Flaherty                           | Sabu, Walter Hudd, W.E. Holloway                                                                 | Regatul Unit al Marii Britanii și al Irlandei de Nord                              | India adventure                      |
| King Solomon's Mines               | Robert Stevenson                             | Cedric Hardwicke, Paul Robeson, Roland Young, Anna Lee                                           | Regatul Unit al Marii Britanii și al Irlandei de Nord                              | African adventure                    |
| The Legion of Missing Men          | Hamilton MacFadden                           | Ralph Forbes, Ben Alexander, Hala Linda                                                          | Statele Unite ale Americii                                                         | War adventure                        |
| Lost Horizon                       | Frank Capra                                  | Ronald Colman, Jane Wyatt, Edward Everett Horton, Thomas Mitchell, John Howard                   | Statele Unite ale Americii                                                         |                                      |
| The Mysterious Pilot               | Spencer Gordon Bennet                        | Frank Hawks, Dorothy Sebastian                                                                   | Statele Unite ale Americii                                                         | Film serial                          |
| The Prisoner of Zenda              | John Cromwell, W.S. Van Dyke                 | Ronald Colman, Madeleine Carroll, Raymond Massey, David Niven, Mary Astor, Douglas Fairbanks Jr. | Statele Unite ale Americii                                                         | Swashbuckler                         |
| Zorro Rides Again                  | John English, William Witney                 | John Carroll, Helen Christian                                                                    | Statele Unite ale Americii                                                         | Serial                               |
| 1938                               |                                              |                                                                                                  |                                                                                    |                                      |
| The Adventures of Robin Hood       | Michael Curtiz, William Keighley             | Errol Flynn, Olivia de Havilland, Basil Rathbone, Claude Rains                                   | Statele Unite ale Americii                                                         | Swashbuckler, Romantic adventure     |
| The Drum                           | Zoltan Korda,                                | Sabu, Raymond Massey, Valerie Hobson                                                             | Regatul Unit al Marii Britanii și al Irlandei de Nord                              | British Raj adventure                |
| Flash Gordon's Trip to Mars        | Ford Beebe, Robert F. Hill                   | Buster Crabbe, Jean Rogers, Charles Middleton, Frank Shannon                                     | Statele Unite ale Americii                                                         | Space age, Romantic adventure        |
| Hawk of the Wilderness             | Jon English, William Witney                  | Bruce Bennett, Noble Johnson, Mala                                                               | Statele Unite ale Americii                                                         | Film serial, uncharted jungle island |
| Heart of the North                 | Lewis Seiler                                 | Dick Foran                                                                                       | Statele Unite ale Americii                                                         |                                      |
| Tarzan and the Green Goddess       | Edward A. Kull                               | Herman Brix                                                                                      | Statele Unite ale Americii                                                         |                                      |
| 1939                               |                                              |                                                                                                  |                                                                                    |                                      |
| The Adventures of Huckleberry Finn | Richard Thorpe                               | Mickey Rooney                                                                                    | Statele Unite ale Americii                                                         |                                      |
| Beau Geste                         | William Wellman                              | Gary Cooper, Ray Milland, Robert Preston, Broderick Crawford, Brian Donlevy                      | Statele Unite ale Americii                                                         |                                      |
| Buck Rogers                        | Ford Beebe, Saul A. Goodkind                 | Buster Crabbe, Constance Moore, Jackie Moran                                                     | Statele Unite ale Americii                                                         | futuristic adventure                 |
| The Four Feathers                  | Zoltan Korda                                 | John Clements, Ralph Richardson, C. Aubrey Smith                                                 | Statele Unite ale Americii · Regatul Unit al Marii Britanii și al Irlandei de Nord | African                              |
| Gunga Din                          | George Stevens                               | Cary Grant, Victor McLaglen, Douglas Fairbanks, Jr.                                              | Statele Unite ale Americii                                                         | subcontinent adventure               |
| Jamaica Inn                        | Alfred Hitchcock                             | Charles Laughton, Maureen O'Hara, Hay Petrie                                                     | Regatul Unit al Marii Britanii și al Irlandei de Nord                              |                                      |
| Mandrake the Magician              | Norman Deming, Sam Nelson                    | Warren Hull, Doris Weston, Al Kikume                                                             | Statele Unite ale Americii                                                         | serial                               |
| Only Angels Have Wings             | Howard Hawks                                 | Cary Grant, Jean Arthur, Thomas Mitchell                                                         | Statele Unite ale Americii                                                         |                                      |
| Tarzan Finds a Son!                | Richard Thorpe                               | Johnny Weissmuller, Maureen O'Sullivan                                                           | Statele Unite ale Americii                                                         | jungle adventure                     |
| Union Pacific                      | Cecil B. Demille                             | Joel McCrea, Barbara Stanwyck, Robert Preston, Brian Donlevy                                     | Statele Unite ale Americii                                                         |                                      |